# Toshio Kobayashi
Toshio Kobayashi () est un seiyū né un  4 mars.

## Rôles

### Film d'animation
- Dragon Ball Z : L'Offensive des cyborgs : C-15 (Dragon Ball)